# Plechów
Plechów – wieś w Polsce położona w województwie świętokrzyskim, w powiecie kazimierskim, w gminie Kazimierza Wielka.
| SIMC    | Nazwa           | Rodzaj    |
| ------- | --------------- | --------- |
| 0242051 | Góry            | część wsi |
| 0242068 | Peperówka       | część wsi |
| 0242074 | Ulica Kościelna | część wsi |

W latach 1975–1998 miejscowość administracyjnie należała do województwa kieleckiego.